# Meyer Schapiro
Meyer Schapiro, född 23 september 1904 i Šiauliai, Litauen, död 3 mars 1996 i New York, USA, var en litauiskfödd amerikansk konsthistoriker som bland annat gjorde sig känd för skapandet av nya interdisciplinära konsthistoriska metodologier. 